# اقاقیای گل قرمز
اقاقیای گل قرمز (نام علمی: Robinia viscosa) نام یک گونه از سرده اقاقیا است.